# 泰国—英国关系
泰英關係，是指歷史上的泰國和英國（包括現在泰王國與大不列顛及北愛爾蘭聯合王國）之間的雙邊關係。泰國和英國早在1610年起便有往來。

## 歷史
1610年，英屬東印度公司派出船隻全球號攜同英國國王詹姆斯一世的信件前往暹羅。全球號在1612年抵達暹羅時，受到暹羅王室的歡迎。其後，暹羅使者亦在1684年趁訪問法國途中訪問英國，並到訪英國國王查爾斯二世的皇宮。

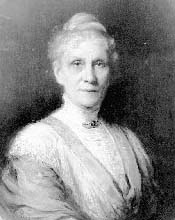
曾任暹羅國王拉瑪四世家庭教師的安娜·李奧諾文斯

1826年6月20日，英國和暹羅簽訂《伯尼条约》。根據條約，暹羅成為英國的盟友，抵抗阿瓦王朝。其後英國和暹羅再在1855年4月18日簽訂《宝灵条约》。根據條約，暹羅允許外國人在曼谷自由貿易、允許英國人在暹羅擁有土地、允許英國在曼谷設立領事館，以及給予英國全面治外法權。1862年，英國人安娜·李奧諾文斯曾應暹羅王室邀請，擔任拉瑪四世的家庭教師，直至1867年李奧諾文斯移居加拿大為止。此事後來被李奧諾文斯寫成《安娜與國王：曼谷皇宮六年回憶錄》，其後再被美國作家瑪格麗特·蘭登改寫成小說《安娜與暹邏王》，亦即音樂劇《國王與我》的原著。
19世紀末期，英國和法國都打算殖民暹羅。法國為避免與英國直接對抗，於是向英國提出暹羅中立化的建議，獲英國同意。1896年，英國與法國簽訂《關於暹羅王國和其他事項的聲明》，聲明指出英法兩國共同維持湄南河河谷地區的獨立及完整。1909年，暹羅和英國簽訂條約，暹羅將玻璃市、吉打、吉蘭丹和登加樓四地劃給英國成為保護國。
1939年，暹羅改名泰國。1940年，英國和泰國簽訂《英泰互不侵犯條約》，但泰國仍在1941年加入軸心國，向身為同盟國的英國宣戰。在二戰期間，泰國曾佔領當時是英國保護國的玻璃市、吉打、吉蘭丹和登加樓，以及屬於英屬緬甸的撣邦。第二次世界大戰結束後，英國和泰國簽訂《英泰和平條約》，泰國將玻璃市、吉打、吉蘭丹、登加樓和撣邦歸還給英國，並向馬來亞免費搬運大米。條約中亦禁止泰國在馬來半島興建運河。原本英國想在條約中要求泰國裁軍，但因美國反對而作罷。
2012年，泰國總理英祿·西那瓦訪問英國，與英國首相大衛·金馬倫會面，並獲英國女王伊丽莎白二世接見。金馬倫表示，英國和泰國為彼此的重要投資國，並指泰英兩國有強大的人民交往。雙方又就緬甸問題及其他地區問題交換意見。2014年9月15日，泰國龜島發生兇殺案，兩名英國遊客遇害。泰國總理巴育·占奧差向英國首相大衛·金馬倫發出唁電，表示對事件表示遗憾和難過，並承諾追捕兇手。

## 經貿關係
- 英国本土到泰国的出口貿易[9]
- 泰国到英国本土的出口貿易[10]

根據經濟複雜性研究中心網站上的數據，英國本土對泰國的出口貿易曾在1997年因亞洲金融風暴而下跌至不足8億美元，其後逐步上升至2012年超過26億美元。2012年，英國本土主要向泰國出口礦產品、機械、運輸設備等。泰國在2008年對英國本土的出口額為近45億美元，為自1995年起最高，其後下跌至約40億美元。2012年，泰國主要向英國本土出口食品、機械、運輸設備等。

## 文化關係
在泰國，英語是必修語言。英國亦在曼谷和清邁設立英國文化協會辦事處。
英國是泰國留學生的熱門留學地，他們主要在英國就讀英語、碩士或博士課程。2003年至2006年，超過一半來英的泰國人均為留學生。

## 外部連結
- 英國駐泰國大使館官方網站 （页面存档备份，存于）（英文）（泰文）
- 泰國駐英國大使館官方網站 （页面存档备份，存于）（英文）（泰文）